# Chondrometopum bifenestratum
Chondrometopum bifenestratum är en tvåvingeart som beskrevs av Kertesz 1913. Chondrometopum bifenestratum ingår i släktet Chondrometopum och familjen fläckflugor.
Artens utbredningsområde är Colombia. Inga underarter finns listade i Catalogue of Life.